# Chrysasura leopardina
Chrysasura leopardina là một loài bướm đêm thuộc phân họ Arctiinae, họ Erebidae.